# 4 Dywizja Piechoty (WP we Francji)
4 Dywizja Piechoty (4 DP) – wielka jednostka piechoty Wojska Polskiego we Francji.

## Formowanie i ewakuacja
Po klęsce kampanii wrześniowej i przeniesieniu siedziby rządu do Francji zapadła decyzja o odtworzeniu na Zachodzie Wojska Polskiego.
19 kwietnia 1940, we francuskim obozie wojskowym w Les Sables-d'Olonne rozpoczęto formowanie 4 Dywizji Piechoty (4eme Division d'infanterie polonaise). 24 maja formowanie kontynuowano w rejonie miasta Parthenay. Jej dowódcą został gen. bryg. Rudolf Dreszer. Zgodnie z zamierzeniami dowództwa w jej skład miały wejść trzy pułki piechoty i dwa artylerii, jednak ostatecznie zdecydowano się na model "lekkiej" dywizji piechoty w składzie dwóch pułków piechoty i jednego pułku artylerii. 4 czerwca 1940 r. dywizja została więc przeformowana na etat "lekkiej Dywizji Piechoty", w wyniku czego rozformowano 12 Pułk Piechoty i 4 Pułk Artylerii Ciężkiej, a żołnierzy z tych pułków przydzielono do pozostałych. 10 czerwca dywizja otrzymała uprawnienia samodzielnej jednostki gospodarczej.
Pierwsze jednostki bojowe sformowano w obozie Veluché 20 maja 1940  z elementów 2 Dywizji Strzelców Pieszych i nowo przybyłych rekrutów. Trudności piętrzone przez intendenturę francuską nie pozwoliły jednak na osiągnięcie pełnej wartości bojowej do czasu rozpoczęcia działań wojennych na froncie zachodnim. Do 16 czerwca spośród około 11 tys. rekrutów udało się uzbroić zaledwie ok. 3150.
Szybkie postępy wojsk niemieckich spowodowały konieczność cofnięcia jednostki z bezpośredniej bliskości frontu. 16 czerwca, w dniu rozpoczęcia francusko -niemieckich negocjacji o zawieszeniu broni, gen. R. Dreszer zameldował swemu przełożonemu, gen. Władysławowi Sikorskiemu, że wypowiedział posłuszeństwo francuskim zwierzchnikom i rozpoczął marsz w kierunku portu La Rochelle w celu przetransportowania podległych mu wojsk do Wielkiej Brytanii.
Dywizja rozpoczęła marsz wzdłuż atlantyckiego wybrzeża Francji w poszukiwaniu statków transportowych. W nocy z 19 na 20 czerwca ok. 6 tys. żołnierzy odpłynęło z La Pallice na pokładzie brytyjskiego statku Alderpool. Następnej nocy kolejna grupa ok. 3 tys. ludzi została odtransportowana na pokładzie francuskiego transportowca L' Auvergne.
22 czerwca resztki dywizji wyładowane zostały w porcie Plymouth, a następnie przewiezione transportem kolejowym najpierw do Glasgow, a następnie do obozu wojskowego w Biggar.
Ponad 1 tys. oficerów, żołnierzy i rekrutów, którzy wyruszyli z obozów Thouars i Airvault 18 czerwca transportem kolejowym, nie udało się dotrzeć na czas do portu. Część z nich podążyła w kierunku Royan, gdzie działała jeszcze polska misja wojskowa. Tam część z nich skierowano do portów Verdon sur Mer i Saint Jean de Luz, skąd na mniejszych jednostkach zostali przewiezieni do Anglii. We Francji pozostało około 80% szeregowych dywizji pochodzących ze środowisk polonijnych.
Po ewakuacji wojsk z Francji do Wielkiej Brytanii z pododdziałów 4 Dywizji Piechoty, które dotarły na wyspę, rozpoczęto formowanie 4 Kadrowej Brygady Strzelców. Organizował ją i dowodził płk dypl. Stanisław Sosabowski. Do jej zadań należała obrona wybrzeża w hrabstwie Fife we wschodniej Szkocji. W 1941 na bazie 4 Kadrowej Brygady Strzelców powstał zalążek 1 Samodzielnej Brygady Spadochronowej, a z pozostałych żołnierzy i oficerów utworzono nową 1 Brygadę Grenadierów.

## Ordre de Bataille i obsada personalna 4 DP
- Dowództwo 4 Dywizji Piechoty
  - dowódca dywizji – gen. bryg. Rudolf Dreszer
  - dowódca piechoty dywizyjnej – płk dypl. piech. Stanisław Sosabowski
  - dowódca artylerii dywizyjnej – płk art. dr Roman Odzierzyński
  - szef sztabu – ppłk dypl. piech. Gustaw Łowczowski

- 10 pułk piechoty
- 11 pułk piechoty
- 12 pułk piechoty
- 4 pułk artylerii lekkiej
- 4 pułk artylerii ciężkiej
- 4 oddział rozpoznawczy
- batalion saperów
- bateria przeciwpancerna
- kompania przeciwpancerna 47 mm armat
- bateria przeciwlotnicza
- kompania pionierów
- kompania łączności
- kompania samochodowa
- grupa eksploatacyjno-sanitarna
- 4 pluton żandarmerii – por. żand. Stanisław Głowacki
- sąd polowy